# محامي الطلاق شين
محامي الطلاق شين (بالكورية: 신성한 이혼)؛ هو مسلسل تلفزيوني كوري جنوبي، من بطولة تشو سيونغ وو، هان هي جين، كيم سونغ كيون، وجونغ مون-سونغ. مبني على الويب تون الذي يحمل نفس الاسم تأليف كانغ تاي كيونغ، عرض على جي تي بي سي في 4 مارس الى 9 مارس 2023 ، تم بثه كل يوم السبت والاحد في الساعة 22:30 (KST).

## الملخص
المسلسل يصور القصة المضطربة لـ شين سانغ-هان (تشو سيونغ وو) وهو محامٍ متخصص في قضايا الطلاق.

## الطاقم

### رئيسي
- تشو سيونغ وو في دور شين سونغ-هان: أستاذ في كلية الموسيقى في ألمانيا، لكنه تلقى يومًا ما أخبارًا صادمة وأصبح محاميًا متخصصًا في دعاوى الطلاق.[5]
- هان هاي جين في دور لي سيو-جين: خبيرة طقس سابقة، تعمل حاليًا كمسجلة راديو.[6]
- كيم سونغ كيون في دور جانغ هيونغ-جيوم: صديق المدرسة الإعدادية لسونغ هان.[7]
- جونغ مون-سونغ في دور غو جونغ-سيك: ممثل شركة ريل ايستات وهو صديق سونغ-هان في المدرسة الإعدادية.[8]

### دور داعم
- نوه سوزانا في دور جين يونغ جو[9]
- كيم تاي-هيانغ في دور سيو جيونغ-جوك[9]
- تشا هوا يون في دور ما جيوم هي، مضيفة دينام للإلكترونيات.[9]
- كانغ مال-جيوم في دور كيم سو-يون، صاحبة محل لبيع الرامن حلت مكان والدتها التي أصابت ظهرها.[10]
- جيون باي سو في دور بارك يو-سيوك، محامي بمكتب شركة كومهوا للمحاماة [10]
- هان ايون-سيونغ في دور تشوي جون، محامي متدرب بمكتب شركة كومهوا للمحاماة.[10]

## المشاهدات
| الموسم | الموسم | رقم الحلقة | رقم الحلقة | رقم الحلقة | رقم الحلقة | رقم الحلقة | رقم الحلقة | رقم الحلقة | رقم الحلقة | رقم الحلقة | رقم الحلقة | رقم الحلقة | رقم الحلقة | المتوسط |
| الموسم | الموسم | 1          | 2          | 3          | 4          | 5          | 6          | 7          | 8          | 9          | 10         | 11         | 12         | المتوسط |
| ------ | ------ | ---------- | ---------- | ---------- | ---------- | ---------- | ---------- | ---------- | ---------- | ---------- | ---------- | ---------- | ---------- | ------- |
|        | 1      | 1.712      | 1.656      | 1.039      | 1.403      | 1.174      | 1.560      | 1.160      | 1.452      | 1.257      | 1.470      | 1.193      | 2.073      | 1.429   |

وفقا لنيلسن كوريا، فقد حقق المسلسل رقما قياسيا في نسب المشاهدة بالحلقة الأخيرة، بمتوسط تقييم 9.5% مع ذورة 10.5% بحوالي اكثر من 2 مليون مشاهد.
| الحلقات | تاريخ البث   | تقييمات (نيلسن كوريا) | تقييمات (نيلسن كوريا) |
| الحلقات | تاريخ البث   | على الصعيد الوطني     | سيئول                 |
| --- | ------------ | --------------------- | --------------------- |
| 1 | 4 مارس 2023  | 7.272%                | 8.140%                |
| 2 | 5 مارس 2023  | 7.317%                | 7.948%                |
| 3 | 11 مارس 2023 | 4.792%                | 5.797%                |
| 4 | 12 مارس 2023 | 6.531%                | 6.959%                |
| 5 | 18 مارس 2023 | 5.663%                | 6.712%                |
| 6 | 19 مارس 2023 | 7.520%                | 8.295%                |
| 7 | 25 مارس 2023 | 5.668%                | 6.683%                |
| 8 | 26 مارس 2023 | 6.778%                | 7.560%                |
| 9 | 1 أبريل 2023 | 6.042%                | 6.934%                |
| 10 | 2 أبريل 2023 | 6.929%                | 8.138%                |
| 11 | 8 أبريل 2023 | 5.429%                | 5.779%                |
| 12 | 9 أبريل 2023 | 9.488%                | 10.539%               |
| متوسط | متوسط        | 6.619%                | 7.457%                |
| - تُبث هذه الدراما على قناة الكابل / التلفزيون المدفوع الذي عادةً ما يكون جمهورها أصغر نسبيًا مقارنةً بالمحطات التلفزيونية / العامة (KBS ، SBS ، MBC ، EBS). |              |                       |                       |

## الإنتاج
المسلسل من كتابة يو ايونغ ها التي كتبت فيلم السيد زو، ومسلسل تسعة وثلاثون (2022). ومن تخطيط وانتاج إستوديوهات جي تي بي سي، بتعاون مع شركة هاي جرواند وستوري فوريست في كمنتجين.

## روابط خارجية
- الموقع الرسمي
 (بالكورية)
- محامي الطلاق شين على موقع IMDb (الإنجليزية)
- محامي الطلاق شين على موقع روتن توميتوز (الإنجليزية)
- محامي الطلاق شين على موقع نتفليكس (الإنجليزية)
- محامي الطلاق شين على موقع فيلمافينيتي (الإسبانية)
- محامي الطلاق شين على موقع ليتربوكسد (الإنجليزية)
- محامي الطلاق شين على موقع قاعدة بيانات الفيلم (الإنجليزية)
- محامي الطلاق شين على هانسينما